# アンドレ・ボ＝ボリコ・ロコンガ
アンドレ・ボ＝ボリコ・ロコンガ・モンス・ミハンボ（フランス語: André Bo-Boliko Lokonga Monse Mihambo、1934年8月15日 - 2018年3月30日）は、コンゴ民主共和国（ザイール）の政治家。
1979年3月6日から1980年8月27日まで第11代ザイール共和国国家第一委員を務めた。また、1967年から1980年までザイールの全国労働者組合の事務局長を務めた。

## 初期の経歴
1934年8月15日、ベルギー領コンゴでバンドゥンドゥ州ロバミティで生まれた。

## 活動
1970年12月から1979年3月までコンゴ（後のザイール）の立法評議会議長を務めた。1990年にはジョゼフ・イレオと共にキリスト教民主社会党を設立した。

## 死去
2018年3月30日、ベルギーのブリュッセルにて83歳で死去した。